# 하르나크의 원리
하르나크의 원리(Harnack's principle, -原理)는 복소해석학 및 조화해석학의 정리로, 발트 독일인 수학자 카를 구스타프 악셀 하르나크(Carl Gustav Axel Harnack)의 이름이 붙어 있다. 하르나크의 부등식 및 하이네-보렐 정리를 사용하여 쉽게 증명할 수 있다.

## 공식화
{un(z)}가 영역 D에서 정의된 복소변수 실수값 조화함수들의 함수열이고, D에서 모든 자연수 n에 대하여 {\displaystyle u_{n+1}(z)\geq u_{n}(z)}를 만족한다고 하자. 그러면 다음 두 명제가 성립한다.
1. 만일 이 함수열이 D 안의 적어도 한 점에서 수렴하면, 이 함수열은 D 안의 모든 점에서 수렴한다.
2. 또한 이럴 경우 이 함수열은 D의 임의 콤팩트 부분집합에서 균등수렴하며 그 극한함수는 D에서 조화함수이다.

덧붙여, 이 정리의 두 번째 명제를 증명하기 위해서는 다음의 보조정리를 도입해야 한다.
- {un(z)}가 영역 D에서 정의된 복소 변수 실수값 조화 함수들의 함수열이라 하자. 만약, 이 함수열이 D의 모든 콤팩트 부분집합에서 u(z)로 균등수렴한다면, u(z)는 D에서 조화함수이다.

## 같이 보기
- 하르나크의 부등식
- 하이네-보렐 정리

## 참고 문헌
- 고석구 (2005). 《복소해석학개론》. 경문사.